# قصر بدول التاريخي
 قصر بيدويل ، يقع في 525 شارع ايسبلند في تشيكو كاليفورنيا ، منزل الجنرال جون بيدويل وآني بيدويل من أواخر عام 1868 حتى عام 1900، عندما توفي الجنرال بيدويل . واصلت آني للعيش هناك حتى وفاتها في عام 1918. بدأ جون بيدويل بناء القصر على موقعه 26،000 فدان ( 110 كيلومتر مربع) رانشو ديل أرويو شيكو في عام 1865 ، خلال مغازلته آني إليكت كينيدي . بعد زواجهما في عام 1868، أصبح ثلاثة طوابق ، منزل 26 غرفة الفيكتوري المركز الاجتماعي و الثقافي وادي ساكرامنتو العلوي. الآن متحف و حديقة الدولة التاريخية ، فمن كاليفورنيا التاريخية لاندمارك رقم 329 ، وهي مدرجة في السجل الوطني للأماكن التاريخية . كان القصر مشروع $ 60،000 ، و انتهى مايو 1868 .
 عندما شيد القصر ، وظهرت  أنظمة السباكة والإنارة والغاز والمياه الحديثة. تم بناء الهيكل المكون من ثلاثة طوابق من الطوب في إصدار رومانسية بشكل غير رسمي من النمط الإيطالي . كما أن لديها جوانب منزل أنواع الإيطالية فيلا و المثمن الحالية . الانتهاء من السطح الخارجي للمبنى مع الجص الملون الوردي .
 في الطابق الأول من قصر بيدويل يمكن الوصول إليه عن طريق منحدر من السطح الخارجي للقصر . ويمكن أن ينظر إلى المناطق الداخلية من القصر بأكمله خلال جولة لمدة ساعة تبدأ في معظم أيام الأسبوع. هناك فيديومتاح في مركز الزوار لأولئك الذين لا يستطيعون تسلق السلالم 50 إلى الطوابق 2 و 3 من القصر .

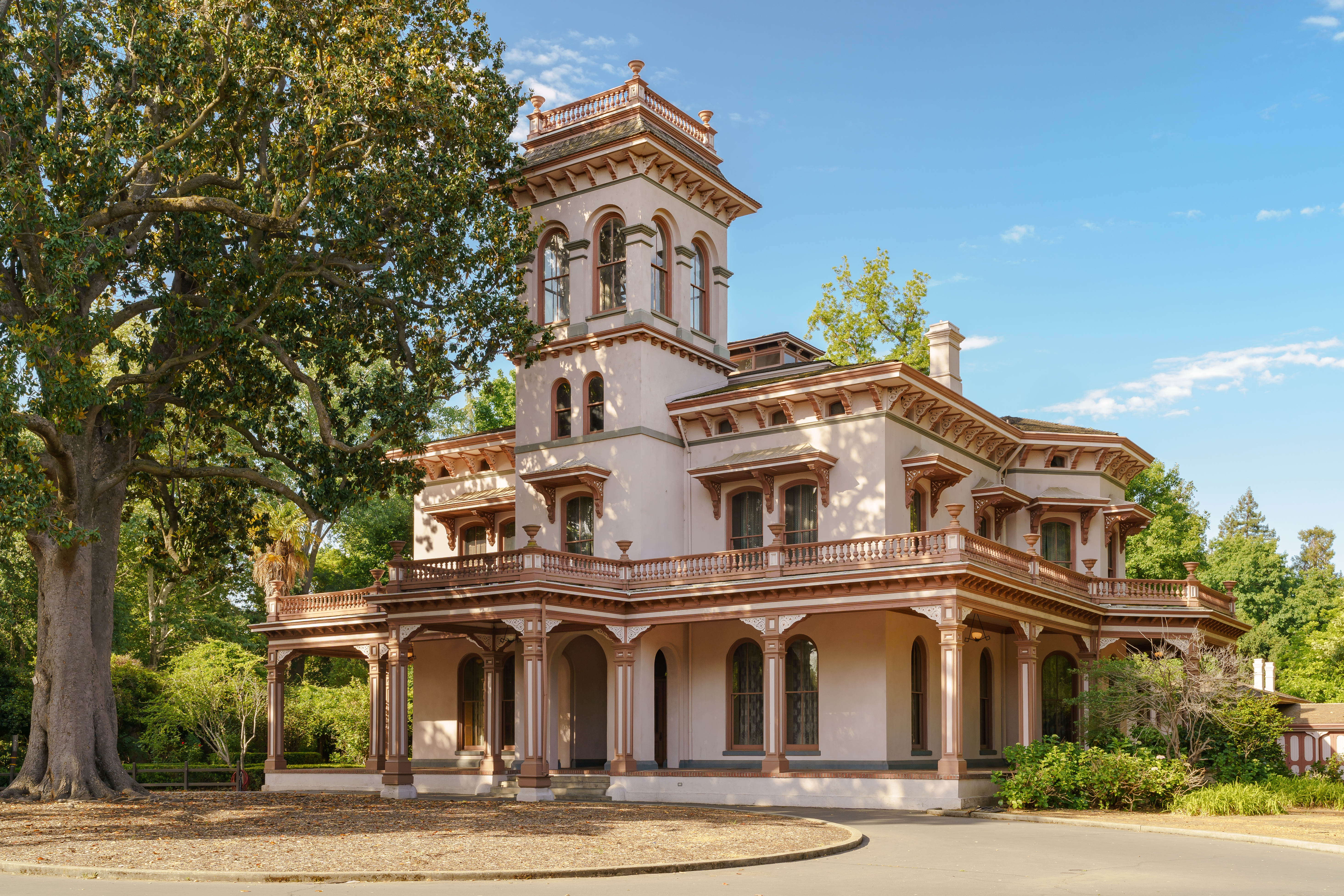
قصر بيدويل

 و مركز الزوار لقصر بيدويل سهل الوصول إليه . وهناك محل لبيع الهدايا ومتحف و مسرح ، و ردهة مريحة . هناك أيضا دورات مياه و مياه شرب .

## فلم تريفيا
- بعض المشاهد الداخلية للقصر ألتقطت لفلم الرجل الضعيف داخل القصر .
- من عام 1925-1935 ، تحول بيدويل القصر مرة أخرى إلى كيان آخر عندما شغل منصب مهجع لطلاب جامعة شيكو كلية المعلمين. ويذكر المؤرخون المحليون أن الطلاب درسوا حوله و يرتادون الغرف، وكانوا في الواقع ينامون في الخارج على الشرفات المحيطة بها. كان يطلق عليها اسم القصر في وقت لاحق «قاعة بيدويل» و يضم الفن و الاقتصاد المنزلي.

## روابط خارجية
- Bidwell Mansion SHP web site
- Historic American Buildings Survey (HABS) No. CA-1317, "Bidwell Mansion, 525 Esplanade, Chico, Butte County, CA", 10 measured drawings, 10 data pages
- Wikimapia location of Bidwell Mansion

1. ↑  ^ Chico: A 20th Century Pictoral History
2. ↑  ^ a b "Bidwell Mansion". Office of Historic Preservation, California State Parks. Retrieved 2012-09-05